# Salomon-Gletscher
Der Salomon-Gletscher ist ein Gletscher an der Südostküste Südgeorgiens. Er fließt in südlicher Richtung zur Hamilton Bay.
Teilnehmer der Zweiten Deutschen Antarktisexpedition (1911–1912) unter der Leitung Wilhelm Filchners kartierten ihn und benannten ihn. Der Benennungshintergrund ist nicht überliefert.